# 1800

1800(천팔백)은 1799보다 크고 1801보다 작은 자연수다.

## 수학
- 합성수로, 그 약수는 총 36개다. (1, 2, 3, 4, 5, 6, 8, 9, 10, 12, 15, 18, 20, 24, 25, 30, 36, 40, 45, 50, 60, 72, 75, 90, 100, 120, 150, 180, 200, 225, 300, 360, 450, 600, 900, 1800)
  - 1800의 진약수의 합은 4245이므로, 1800은 과잉수다.
- 20번째 아킬레스 수다. 앞의 아킬레스 수는 1568, 다음은 1944다.
- 15번째 오각뿔수다. 앞의 오각뿔수는 1470, 다음은 2176이다.
- {\displaystyle 1800=6^{2}+42^{2}}
  - 서로 다른 두 자연수의 제곱합으로 나타낼 수 있는 수다.
- {\displaystyle 1800=6^{3}+7^{3}+8^{3}+9^{3}}
  - 연속하는 네 자연수의 세제곱합으로 나타낼 수 있으며, 이 성질을 지닌 앞의 수는 1196, 다음 수는 2584다.
- 십이각형의 모든 내각의 합은 1800°다.

## 과학·기술
- NGC 1800(독일어판, 프랑스어판): 비둘기자리 방향에 있는 불규칙은하.
- 노키아 1800(영어판): 노키아의 휴대 전화.
- 텔마크 1800(영어판): 1977년에 출시된 마이크로컴퓨터.

## 문화유산
- 대한민국의 보물 제1800호: 보성 대원사 지장보살도 및 시왕도 일괄

## 작품
- 《아노 1800》: 블루 바이트에서 제작한 도시 건설 게임. (2019년 4월 16일 출시)

## 기타
- 연도: 1800년, 기원전 1800년
- 1800년대
- 1800 테킬라(영어판)
- 대한민국의 고객센터 대표 전화번호 중 하나.

## 같이 보기
- 1000